# Arif Ahmed (philosophe)
Arif Mohuiddin Ahmed est philosophe à l'Université de Cambridge, où il devient membre du Gonville and Caius College en 2015,, lecteur universitaire en philosophie en 2016, et Nicholas Sallnow-Smith College Lecturer en 2019. Il travaille sur la théorie de la décision et la religion, d'un point de vue athée et libertarien.
À Cambridge, il est un défenseur de la tolérance des diverses opinions politiques,, en réaction à l'annulation par l'administration universitaire d'une invitation à l'universitaire politiquement conservateur Jordan Peterson,,.
Ahmed est nommé membre de l'Ordre de l'Empire britannique (MBE) en 2021 pour ses services à l'éducation,.
Fin 2022, la ministre des Femmes et de l'Égalité et secrétaire au commerce, la députée Kemi Badenoch, nomme Ahmed au poste de commissaire au conseil d'administration de la Commission pour l'égalité et les droits de l'homme (EHRC).
En juin 2023, il est nommé au poste de Director for Freedom of Speech and Academic Freedom au Office for Students,.

## Livres
Ahmed est l'auteur des livres Saul Kripke (Continuum Books, 2007), qui analyse la philosophie de Saul Kripke, et Evidence, Decision and Causality (Cambridge University Press, 2014), qui défend la théorie de la décision probante et critique la théorie de la décision causale.
Il est l'éditeur de :
- Recherches philosophiques de Wittgenstein: Un guide critique (2010) [19],[20]
- Le problème de Newcomb (2018) [21]